# Långhalsnicka
Långhalsnicka (Pohlia longicollis) är en bladmossart som beskrevs av Lindberg 1879. I den svenska databasen Dyntaxa används istället namnet Pohlia longicolla. Långhalsnicka ingår i släktet nickmossor, och familjen Bryaceae. Arten är reproducerande i Sverige. Inga underarter finns listade i Catalogue of Life.